# Міхаель Каролі
Міхаель Каролі (нім. Michael Karoli, 29 квітня 1948 — 17 листопада 2001) — німецький гітарист, скрипаль і звукорежисер. Один із засновників краут-рок гурту Can.